# The Nerve Agents (EP)
The Nerve Agents EP è l'EP di debutto del gruppo hardcore punk californiano The Nerve Agents. Le registrazioni sono iniziate a maggio del 1998, e l'EP è stato pubblicato a novembre dello stesso anno sotto la Revelation Records.
Il lavoro è stato prodotto da Paul Miner, conosciuto per i suoi estensivi crediti di produzione e, soprattutto, per essere stato il bassista del gruppo Death By Stereo.

## Panoramica
I Nerve Agents suonavano un tipo di hardcore punk fortemente influenzato dal New York hardcore, con band quali Youth of Today, Circle Jerks, Black Flag, Cause For Alarm, 7 Seconds e Cro-Mags.
Le canzoni dell'album sono corte, molto veloci, la cui caratteristica principale è l'alternanza della voce fra urli e growl.

## Tracce
Tutte le tracce sono state scritte dai The Nerve Agents
1. Carpe Diem – 1:27
2. Unblossomed – 1:43
3. The War's Not Over – 1:37
4. Level 4 Outbreak – 2:01
5. Share the Pain – 2:02
6. Starting Point – 3:01
7. Black Sheep – 1:33
8. I Keep Screaming – 1:53

Secondo le note di copertina, Level 4 Outbreak è stata ispirata dal thriller biografico di Richard Preston, The Hot Zone.

## Crediti
- Eric Ozenne – voce
- Tim Presley – chitarra
- Kevin Cross – chitarra, basso (accreditato rispettivamente come Kevin C. e come K. Cross)
- Andy Granelli – batteria
- Duncan Long - artwork di copertina
- Paul Miner - produttore ed ingegnere del suono

L'album è stato registrato a maggio del 1998 nello studio For The Record, di Orange, California